# Palaeacanthocephala
Die Palaeacanthocephala sind eine Klasse der Kratzwürmer mit obligatorischen Wirtswechsel, die als ausgewachsene Darmparasiten bei verschiedenen Wirbeltiergruppen wie Fischen, Amphibien, Vögeln und Säugetieren parasitieren und im Regelfall aquatische Lebenszyklen besitzen. Es handelt sich um kleine bis mittelgroße Arten mit Körperlängen von durchschnittlich wenigen Zentimetern.

## Merkmale
Als anatomische Besonderheiten liegen die Hauptkanäle des Lakunensystems bei den Palaeacanthocephala seitlich am Körper und nicht wie bei den Archiacanthocephala dorsal und ventral. Protonephridien sind nicht vorhanden. 
Die Männchen besitzen zwei bis acht Zementdrüsen und nur wenige Zellkerne im syncitialen Ligament. Bei den Weibchen ist nur ein Ligamentsack vorhanden, der aus einer Verschmelzung der ursprünglich zwei Säcke hervorging. Mit der Geschlechtsreife lösen sich die Wände des Sackes auf und die Eier werden in die Leibeshöhle gegeben, wo sie frei flottieren.

## Lebensweise
Die Palaeacanthocephala besitzen meistens einen aquatischen Lebenszyklus. Die Endwirte sind vor allem Fische, aber auch Amphibien, Wasservögel oder Robben kommen als Wirte in Frage. Als Zwischenwirte nutzen die Tiere vor allem Kleinkrebse wie verschiedene Flohkrebse oder Wasserasseln.

## Systematik

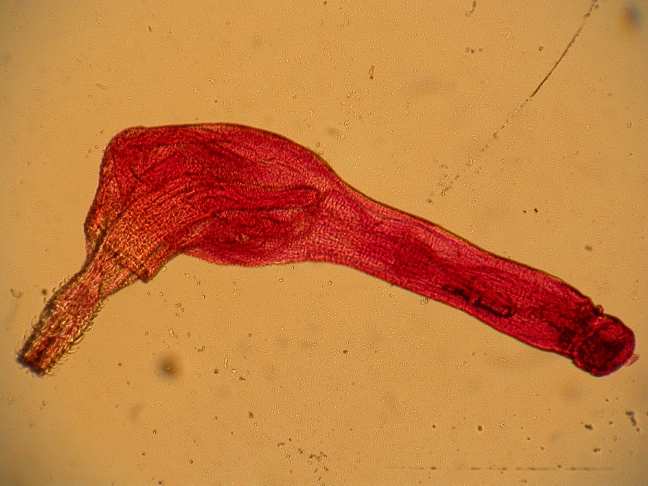
Corynosoma wegeneri

Im Folgenden werden die Ordnungen und Familien der Palaeacanthocephala, sowie einige Ausgewählte Gattungen gelistet:
- Echinorhynchida
  - Echinorhynchidae
    - Acanthocephalus
    - Echinorhynchus

  - Pomphorhynchidae
    - Pomphorhynchus
- Polymorphida
  - Centrorhynchidae
  - Plagiorhynchidae
  - Polymorphidae
    - Corynosoma
    - Filicollis
    - Polymorphus

## Belege

### Zitierte Belege
Die Informationen dieses Artikels entstammen zum größten Teil den unter Literatur angegebenen Quellen, darüber hinaus werden folgende Quellen zitiert:
1. ↑  parasitology.informatik.uni-wuerzburg.de (Memento vom 13. Februar 2009 im Internet Archive)